# Frédéric Fauque

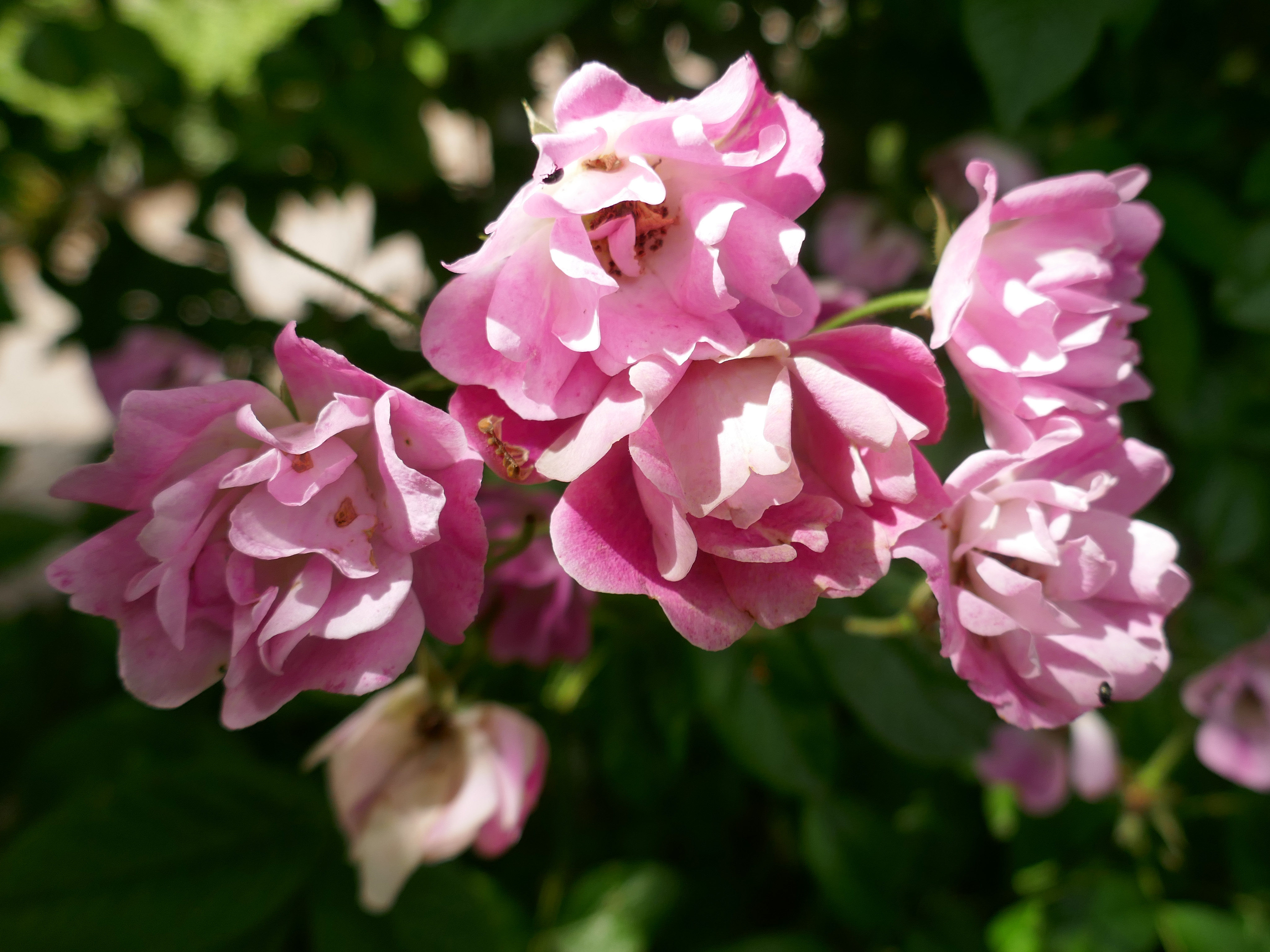
Rosa 'Francis' (Fauque & fils, 1908)

Frédéric Fauque (Orléans, 7 februari 1870 – sterfdatum onbekend) was een Franse rozenkweker en veredelaar uit Orléans. Van hem en de kwekerij Fauque & fils (soms Laurent Fauque & fils genoemd, Laurent is de geboortenaam van zijn moeder) zijn een serie ramblerrozen bekend, alle gekweekt uit Rosa wichurana. Ze werden niet alleen door hem maar ook door andere grote rozenkwekers uit Orléans (Barbier, Turbat en vooral Vigneron) op de markt gebracht. De meeste worden nog steeds vermeerderd en te koop aangeboden.

## Leven
Frédéric Fauque vervulde zijn militaire dienst tussen 1891 en 1894 in Frans Algerije. De kwekerij Fauque & fils was gevestigd op het adres 112 route d'Olivet in Orléans. De door Fauque of Fauque & fils  geïntroduceerde rozen zijn:
- 'Gerbe Rose' (1904)
- 'La Perle' (1904)
- 'Mme Alice Garnier' (1906)
- 'Diabolo' (1908)
- 'Francis' (1908)
- 'Miss Helyett' (1909)
- 'Aviateur Blériot' (1910).

In 1912 werd Frédéric Fauque benoemd tot voorzitter van de beroepsvereniging van kwekers en tuinders. Ook in de Eerste Wereldoorlog was hij, van 1914 tot december 1918, soldaat. Rozen van Fauque zijn vooral te zien in het rosarium Roseraie du Val-de-Marne in L'Haÿ-les-Roses en in het rosarium Roseraie Jean-Dupont in Orléans.

## Rozen van Fauque & fils (selectie)

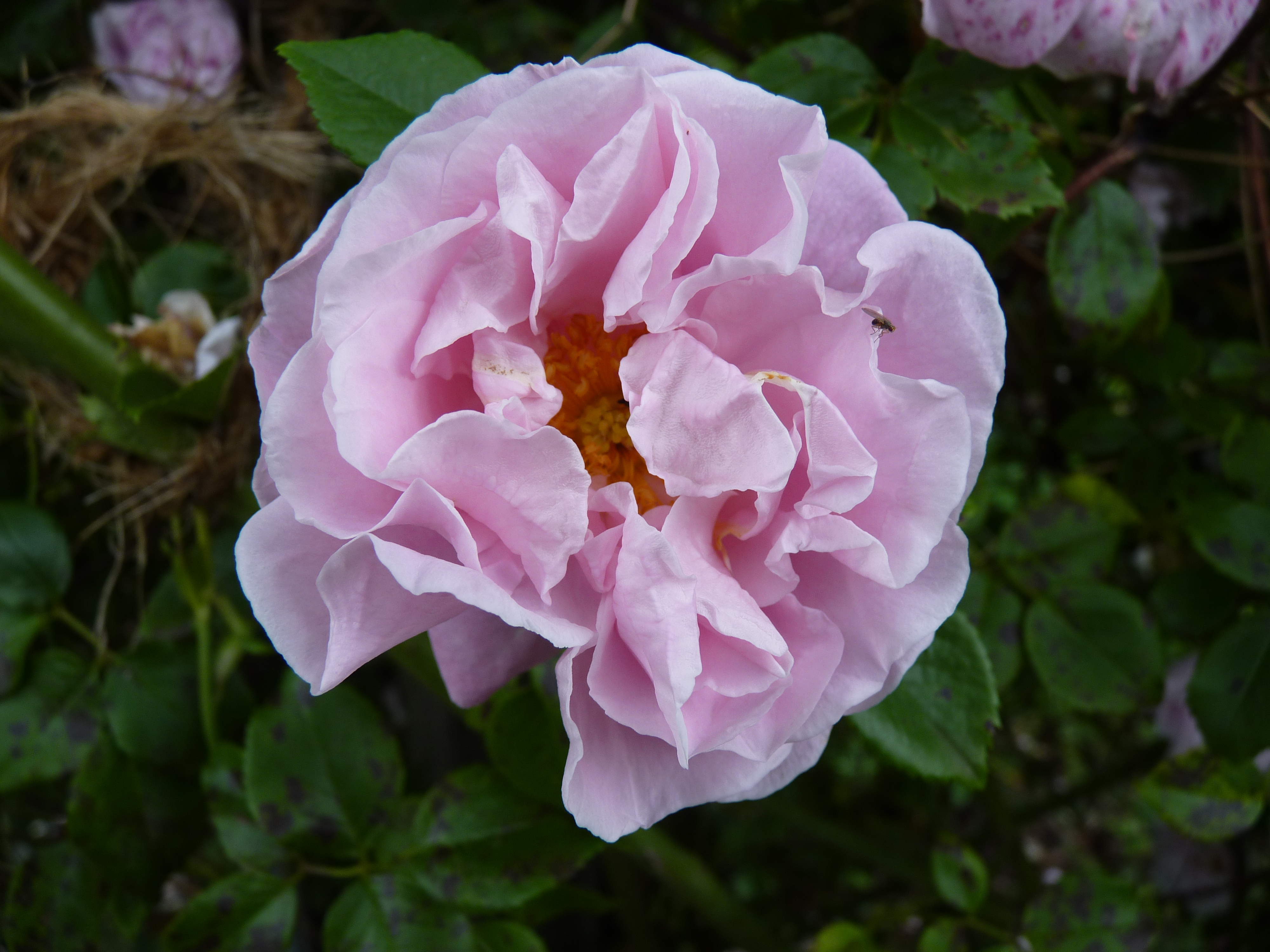
'Gerbe Rose', 1904
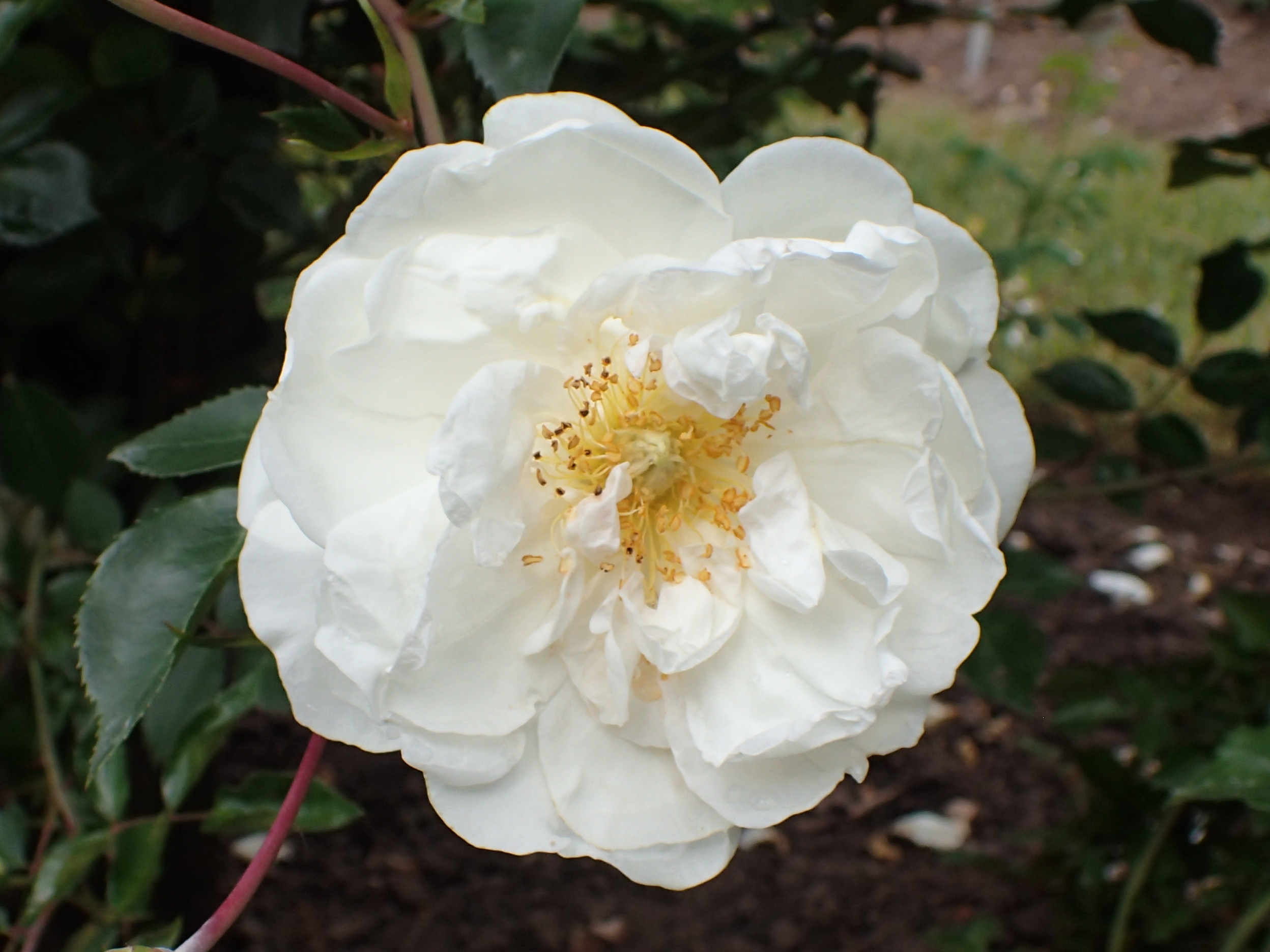
'La Perle', 1904
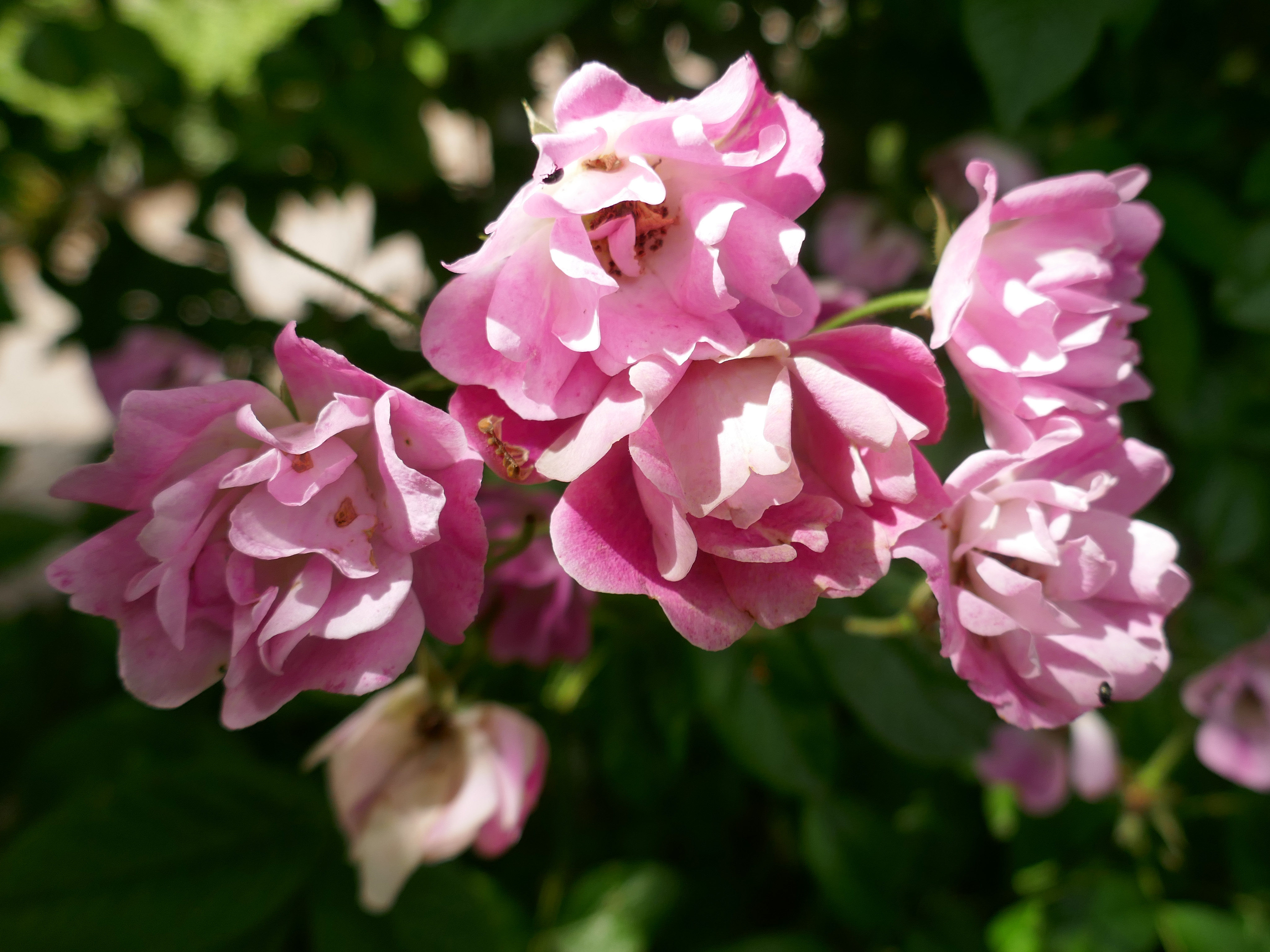
'Francis', 1908
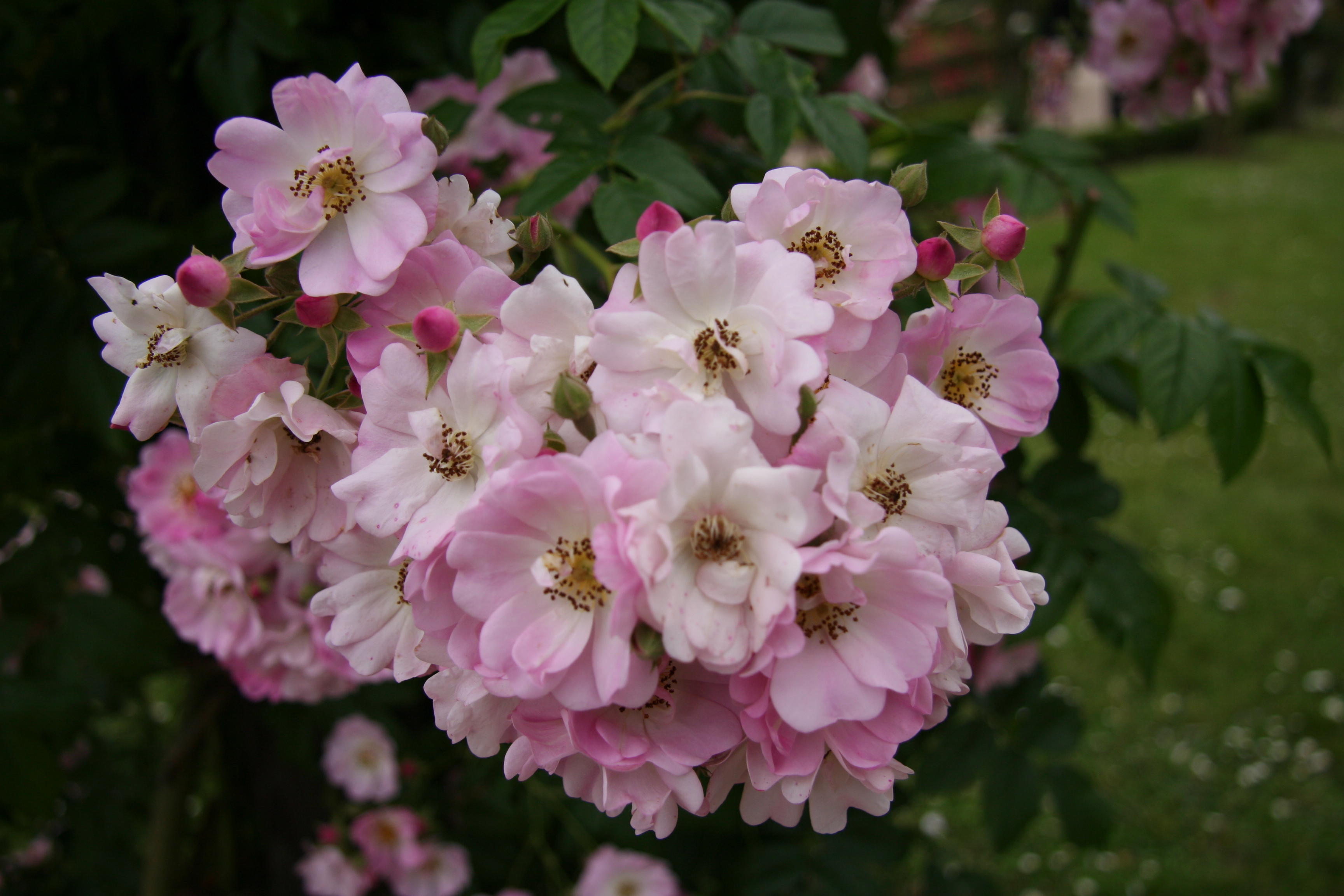
'Miss Helyett', 1909
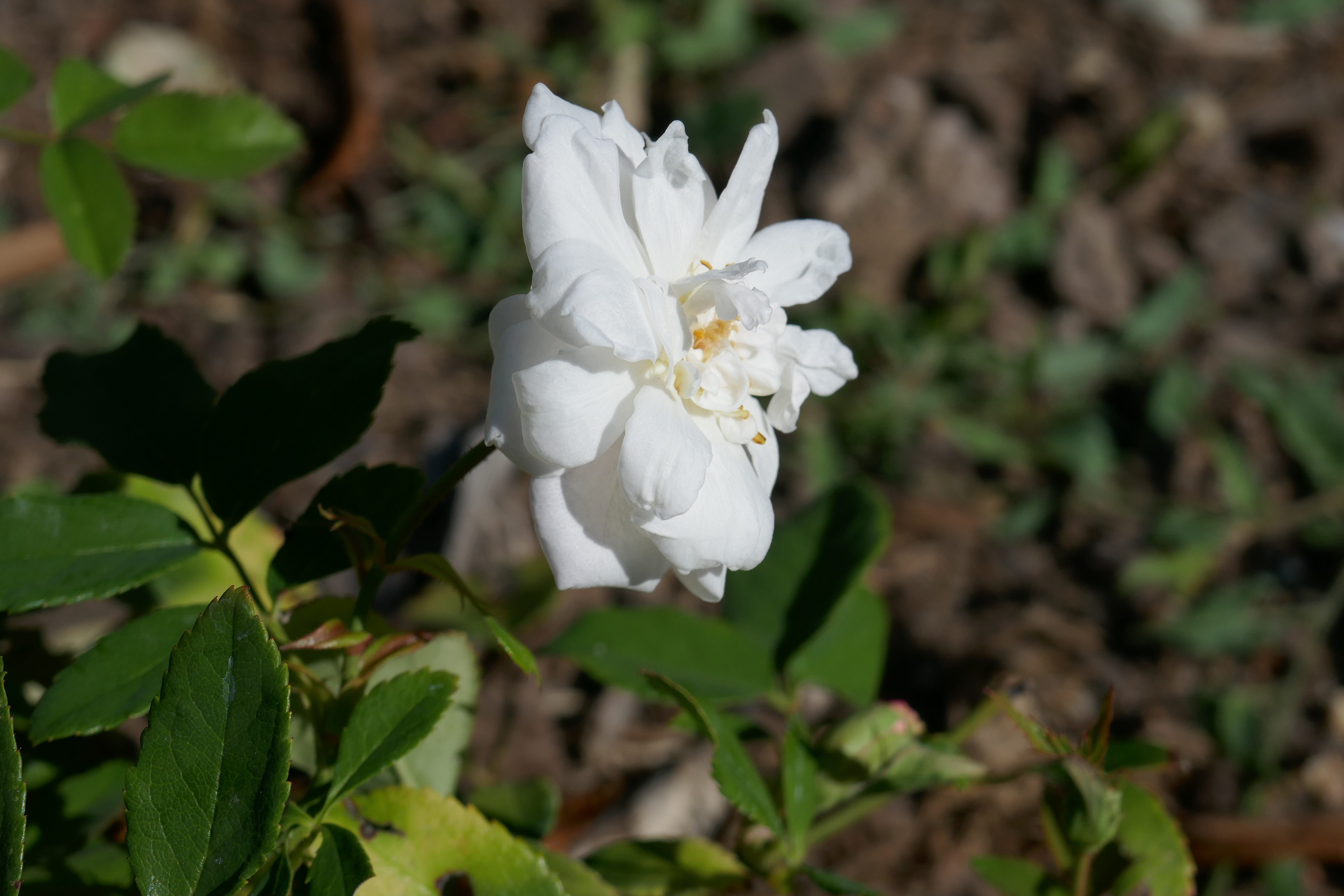
'White Cécile Brunner'. 1909
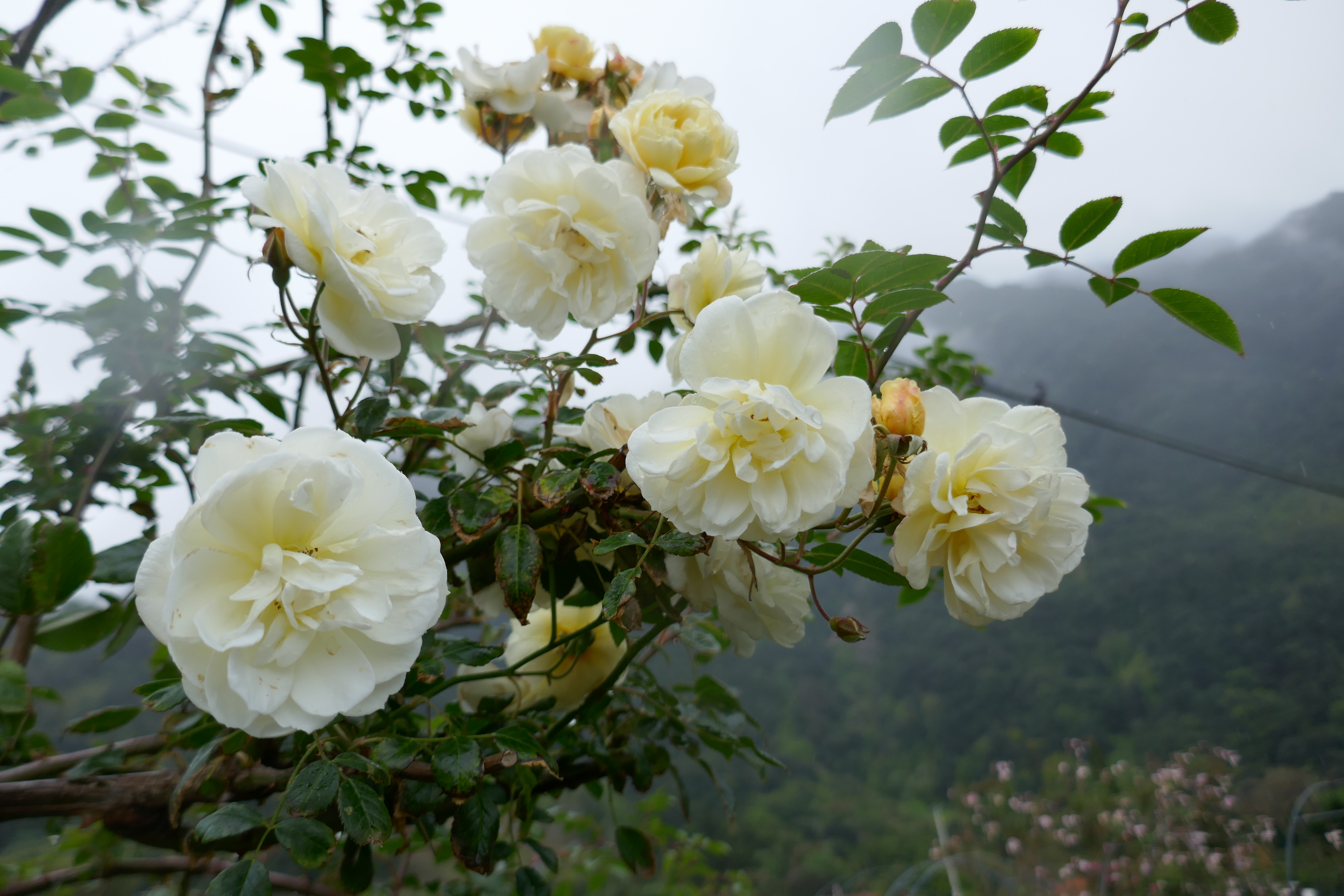
'Aviateur Blériot', 1910